# Gruffydd ap Rhys
Gruffydd ap Rhys (c. 1081-1137) fue Príncipe de Deheubarth, en Gales. Su hermana era la princesa Nest ferch Rhys. Fue el padre de Rhys ap Gruffydd, conocido como 'Lord Rhys', uno de los gobernantes más exitosos de Deheubarth durante este periodo.

## Primeros años
Gruffydd nació en Llandeilo.  A la muerte de su padre Rhys ap Tewdwr en 1093, Deheubarth fue ocupado por los normandos y Gruffyd pasó muchos de sus primeros años de vida exiliado en Irlanda.
En 1113 Gruffydd visitó a Gruffudd ap Cynan, Príncipe de Gwynedd, en el solar familiar de Aberffraw en Ynys Môn. El Príncipe de Gwynedd mantenía una deuda de honor con la Casa de Dinefwr, ya que el padre de Gruffydd, Rhys ap Tewdwr, había ayudado a Gruffudd ap Cynan en su lucha por hacerse con Gwynedd frente a sus rivales en 1081. En Aberffraw, Gruffydd ap Tewdwr conoció a Gwenllian, la hermosa hija pequeña del príncipe de Gwynedd y después de un noviazgo breve la pareja se unió, con Gwenllian uniéndose a Gruffydd ap Rhys en sus campañas militares.
Después de varios años, Gruffydd fue capaz de reclutar hombres suficientes para atacar los castillos y ciudades normandas con cierto éxito. Aun así, fue derrotado durante un ataque a Aberystwyth y su ejército se dispersó.
Gruffydd llegó a un acuerdo con Enrique I y se le permitió gobernar una parte del antiguo reino de su padre, Cantref Mawr, pese a que la presión normanda le obligó a huir nuevamente a Irlanda en 1127.

## Rebelión
En 1136 Gruffydd se unió a Owain Gwynedd y Cadwaladr, los hijos de Gruffudd ap Cynan de Gwynedd, en una rebelión contra el dominio normando. Mientras Gruffydd estaba fuera, su mujer Gwellian levantó un ejército y atacó el castillo de Kidwelly, pero fue vencida y asesinada.
El propio Gruffydd, junto con Owain y Cadwaladr obtuvo una victoria aplastante sobre los normandos en Crug Mawr, cerca de Cardigan ese mismo año.

## Muerte y sucesión
En 1137 Gruffydd obtuvip más éxitos en Dyfed, pero murió poco después en circunstancias inciertas.
Gruffydd tuvo cuatro hijos con Gwenllian ferch Gruffydd: Maredudd, Rhys, Morgan, y Maelgwn. También tuvo otros dos hijos mayores de un matrimonio anterior: Anarawd y Cadell, y al menos tres hijas: Gwladus, Elizabeth, y Nest. Fue sucedido por su hijo mayor Anarawd. De sus otros hijos, Cadell, Maredydd, y Rhys (más tardío conocido como Lord Rhys) gobernaron Deheubarth sucesivamente.